# Wojciech Siudmak

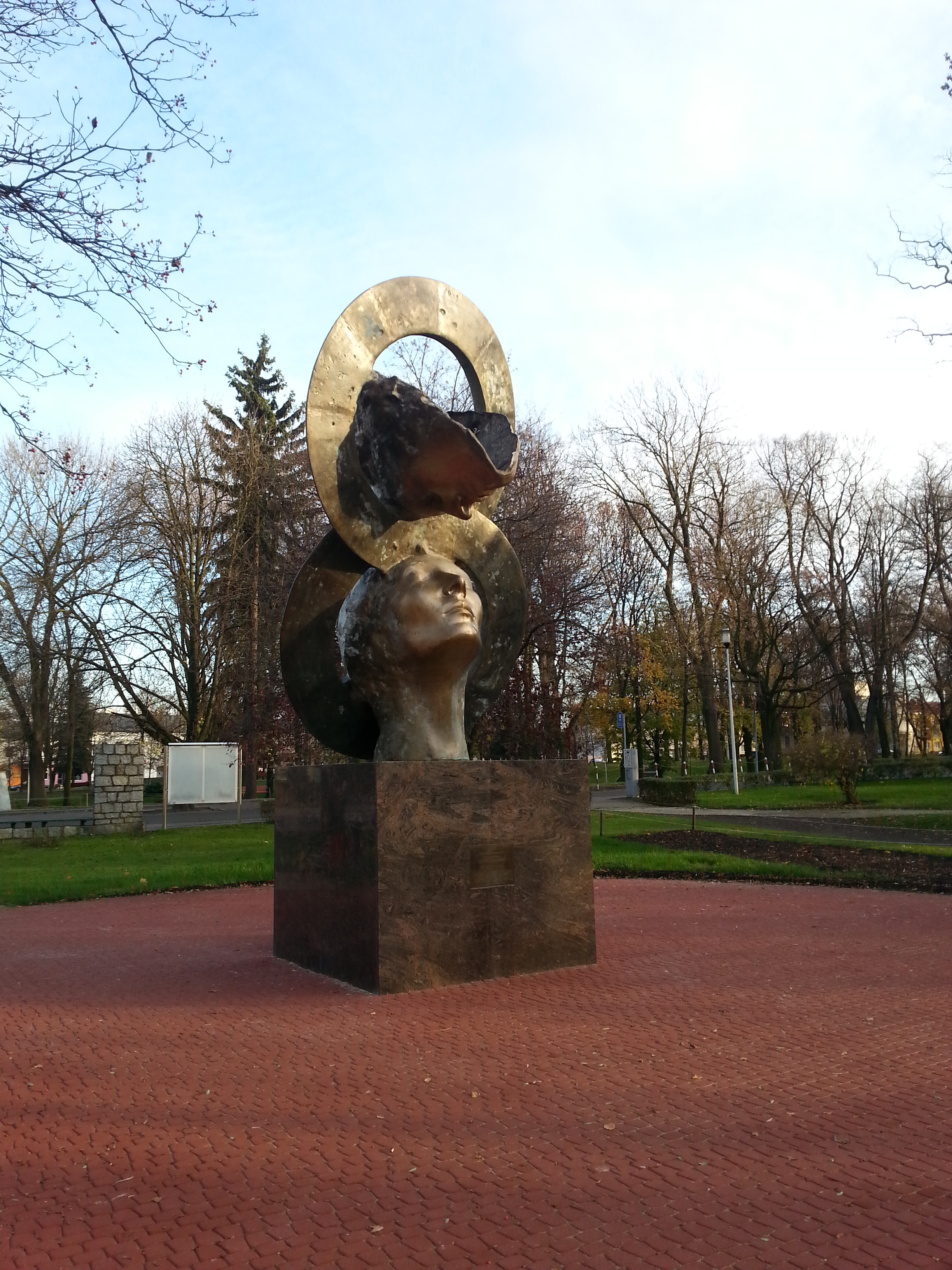
Rzeźba Wojciecha Siudmaka „Wieczna Miłość” w Wieluniu

Wojciech Siudmak (ur. 10 października 1942 w Wieluniu) – polski artysta malarz i rzeźbiarz przez większość życia żyjący we Francji.

## Życiorys
Urodził się 10 października 1942 r. w Wieluniu. W latach 1956–1961 uczył się w Liceum Sztuk Plastycznych w Warszawie a następnie studiował w stołecznej Akademii Sztuk Pięknych. We wrześniu 1966 r. wyjechał do Paryża i rozpoczął studia w École des Beaux-Arts. Od prawie 50 lat mieszka i tworzy we Francji.

### Twórczość
Wojciech Siudmak jest uważany za głównego przedstawiciela realizmu fantastycznego, który łączy nadrealną wizję ze sztuką naturalistyczną i ma swoje korzenie w surrealizmie reprezentowanym przez S. Dalego i R. Magritte’a.
Jego dzieła są szeroko rozpowszechniane i wykorzystywane do plakatów muzycznych, spektakli teatralnych i filmowych. Stały się symbolami graficznymi tak prestiżowych imprez jak festiwale i przeglądy filmów w Cannes, Montrealu, Paryżu. Obrazy artysty pojawiają się od wielu lat na okładkach płyt i książek największych kolekcji literatury światowej we Francji, Niemczech i Stanach Zjednoczonych. W Polsce znany jest czytelnikom miesięcznika Fantastyka, który przez wiele lat reprodukował jego prace, a od 2004 r. miłośnikom twórczości Franka Herberta, Philipa. K. Dicka i Cervantesa, bowiem bibliofilskim wydaniom dzieł tych autorów, towarzyszą jego oryginalne, urzekające wysmakowanym pięknem rysunki.
Artysta pracuje nad cyklem obrazów, rysunków i rzeźb poświęconym Nokturnom Fryderyka Chopina. Pod koniec 2015 roku został wydany przez polskie wydawnictwo Rebis i francuskie Piranha, siódmy z kolei album poświęcony twórczości artysty.

### Wystawy
Od 1988 roku trwa seria wystaw retrospektywnych artysty.

#### Polska
W 1998 roku odbył się Cykl Wystaw Retrospektywnych Fantastyczne światy Wojtka Siudmaka w muzeach Łodzi, Wielunia, Zielonej Góry, Legnicy i zakończył się w Muzeum Narodowym w Warszawie. Następne wystawy tego cyklu odbyły się w latach 2003–2004 i gościły w największych muzeach ośmiu miast Polski: Szczecinie, Kielcach, Wrocławiu, Łodzi, Toruniu, Katowicach, Wieluniu, Warszawie, ciesząc się niespotykaną frekwencją wśród zwiedzających i zajmując czołowe miejsce w rankingach popularności imprez artystycznych.

#### Francja
Pierwsza wielka wystawa retrospektywna odbyła się w 1989 roku w Palais de Tokyo – Muzeum Sztuki Nowoczesnej w Paryżu. Szczególnie prestiżową była oficjalna wystawa w 1999 roku na wieży Eiffla z okazji rozpoczęcia III Tysiąclecia. Wydarzenie to oraz wystawa w Futuroscope w Poitiers, było częścią cyklu wystaw prezentowanego w muzeach i ośrodkach kultury innych francuskich miast, takich jak: Loudun, Aix-les-Bains, Cannes, Sainte-Maxime, Saint-Tropez, Sannois, Grande-Synthe/Dunkierka, Gaillac, Metz, Sainte-Savine, Sèvres, Grenoble, Reims, Luneville.

#### Inne miejsca na świecie
W latach 2000–2012 artysta wystawiał swoje prace w wielu zagranicznych muzeach i ośrodkach kultury. W lutym 2000 roku odbyła się gigantyczna projekcja dzieł artysty na fasadzie świątyni Ramzesa III w Luksorze w Egipcie. Inne wystawy odbyły się w Szwajcarii (Sion), Niemczech (Leingarten Neustadt oraz Tutlingen), Belgii (Bruksela), we Włoszech (Rzym), Stanach Zjednoczonych (Nowy Jork, Boston) i Kanadzie (Chicoutimi).

### Świat sztuki o W. Siudmaku
Jaka bezgraniczna fantazja i jaka cudowna zdolność realizowania jej. Talent niemalże niewiarygodny, zdolniejszy i bardziej nieskończony niż ten, który tworzy, wyraża i prowadzi nasze najbogatsze marzenia - Federico Fellini
Od lat podróżuję po świecie jego sztuki. Dzięki niemu wraz z nim, marzę o obrazach ze świata poza horyzontem. Hiperrealistyczny, przekraczający rzeczywistość, intymny z nieskończonością Siudmak spokojnie panuje nad swym niezwykłym szaleństwem. Ma boski dar materializowania swojej wyobraźni. Potrafi nas wciągnąć w swoją niezwykłą podróż - Jean-Jacques Annaud
Jego cudowna sztuka rysunku i jego wyczucie światła i cienia, nadają jego wizjom wielką głębię i rozszerzają bogaty wachlarz kolorów i materii. W jego dziełach jest spokojna siła i nieskończona przestrzeń do poznawania i wyobrażania - George Lucas
Blaskiem malarstwa przypominający Ingresa, kryjący w sobie wyostrzone spojrzenie Gustave Moreau i Dali – Siudmak celebruje odwieczne Wniebowzięcie Kobiety - Paul Guth
Siudmak to Michał Anioł science fiction, który ukazuje nam hieratyczne postacie o atletycznych, umięśnionych ciałach, przywodzące na myśl anatomię Michała Anioła, mężczyzn, kobiet, oczekujących, jakby zawieszonych w wodach płodowych, poza czasem. To nieskończenie zaskakujące i pociągające - Michel Nuridsany

### Wyróżnienia
Wojciech Siudmak otrzymał tytuł Honorowego Obywatela Miasta Wielunia w Polsce oraz miast Ozoir-la-Ferrière i Saint-Thibault-des-Vignes we Francji. Artysta został wielokrotnie odznaczony, między innymi:
- 26 marca 1999 r. - Krzyżem Oficerskim Orderu Zasługi Rzeczypospolitej Polskiej[3].
- 8 czerwca 2013 r. - Wielkim Złotym Medalem Akademii Art‑Sciences‑Lettres w Paryżu (Grande Médaille d'Or avec Plaquette d'Honneur)[4].
- 22 października 2014 r. w Poznaniu Wojciech Siudmak został wyróżniony Statuetką Złotego Hipolita[5], a w 2015 r. złotą statuetką „Oxygenusa”.
- 5 kwietnia 2016 r. - laureat trzeciej edycji konkursu Wybitny Polak we Francji w kategorii „Kultura”[6].

### Światowy Projekt Pokoju „Wieczna Miłość”
Z inicjatywy Wojciecha Siudmaka powstała w 2002 r. Fundacja Siudmak Arkana XXI. W tym samym Artysta roku stworzył Światowy Projekt Pokoju, którego symbolem jest monument „Wieczna Miłość”. Rzeźba „Wieczna Miłość” odlana z brązu o wysokości 4,5 m została odsłonięta w Wieluniu 31 sierpnia 2013 r. i zawiera przesłanie pokojowego współistnienia kierowane do świata z miasta, które stało się pierwszą ofiarą agresji Niemiec hitlerowskich na Polskę w dniu 1 września 1939 r. W 2012 r. artysta ufundował Nagrodę Pokoju - Wieczna Miłość. Pierwsza Gala Pokoju i ceremonia wręczenia Nagrody Pokoju odbyła się w Filharmonii Świętokrzyskiej w Kielcach 1 września 2013 r. Laureatem został polski kompozytor Wojciech Kilar. Druga nagroda została wręczona 3 października 2014 r. w Pałacu Monaco, rezydencji Ambasadorów Polski w Paryżu, Janowi Tombińskiemu, ambasadorowi Unii Europejskiej w Kijowie, za wieloletnie starania o utrwalenie pokoju na świecie.
Przedsięwzięcie ma charakter szczególnej misji dla artysty, który urodził się w Wieluniu - mieście, ofierze nalotów, pierwszych ataków na ludność cywilną w czasie II wojny światowej. Francis Lai, autor muzyki m.in. do filmu Love Story, który stworzył poemat symfoniczny Amour Eternel specjalnie dla Światowego Projektu Pokoju.